# Samtene Revolution

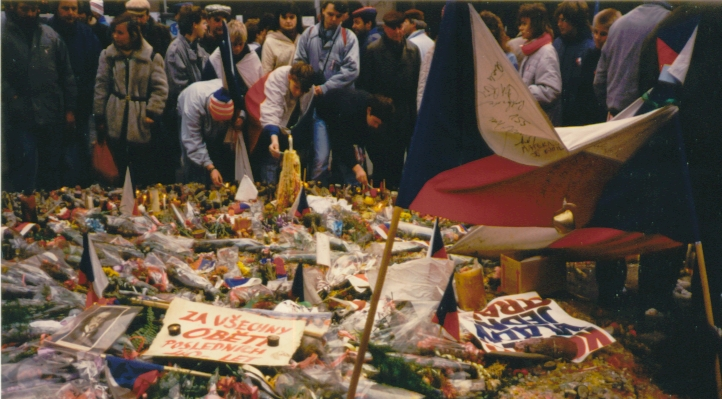
Wenzelsplatz in Prag, November 1989

Samtene Revolution (tschechisch sametová revoluce, slowakisch nežná revolúcia (wörtlich Zarte Revolution)) bezeichnet den politischen Systemwechsel der Tschechoslowakei vom Realsozialismus zur Demokratie im November und Dezember 1989. Der Begriff wurde im Westen geprägt, weil der Wechsel, der sich innerhalb weniger Wochen vollzog, weitgehend gewaltfrei erfolgt sei.

## Vorgeschichte
In den Jahren 1988 und 1989 fanden die ersten antikommunistischen Demonstrationen in der Tschechoslowakei statt. Dazu zählen die Kerzendemonstration in Bratislava am 25. März 1988 und eine Serie von Demonstrationen vom 15. bis 20. Januar 1989 zum 20. Todestag von Jan Palach. Diese friedlichen Kundgebungen wurden von der Polizei brutal niedergeschlagen. 1400 Menschen wurden inhaftiert, darunter Václav Havel, Alexandr Vondra und andere führende Oppositionelle.
Ungarn hatte am 2. Mai 1989 begonnen, seinen Teil des Eisernen Vorhangs an der Grenze zu Österreich zu entfernen. Die Ungarische Sozialistische Arbeiterpartei hatte ihren Herrschaftsanspruch aufgegeben. Im Sommer 1989 gestattete Ungarn die Ausreise vieler DDR-Bürger in die Bundesrepublik.
In Prag waren im Oktober 1989 bis zu 3500 DDR-Bürger auf das Gelände der Botschaft der Bundesrepublik Deutschland gelangt; insgesamt 17.000 Menschen durften nach Verhandlungen in den Westen ausreisen. Am 9. November 1989 konnten Tschechen und Slowaken den Fall der Berliner Mauer mitverfolgen. In Polen amtierte damals schon eine Regierung mit dem Nichtkommunisten Tadeusz Mazowiecki an der Spitze, nachdem am 4. Juni 1989 die erste halbwegs freie Parlamentswahl in den Staaten des niedergehenden Warschauer Pakts stattgefunden hatte. Am 10. November 1989 zwang die BKP in Bulgarien den seit 1954 amtierenden Staatschef und Generalsekretär Todor Schiwkow zum Rücktritt.
Vom 10. bis zum 14. November 1989 fanden Demonstrationen in Teplice statt. Am 12. November, wenige Tage vor Ausbruch der Revolution, wurde Agnes von Böhmen von Papst Johannes Paul II. heiliggesprochen. Dieses Ereignis wurde vom Tschechoslowakischen Fernsehen übertragen.

## Verlauf

### Demonstrationen und Streiks

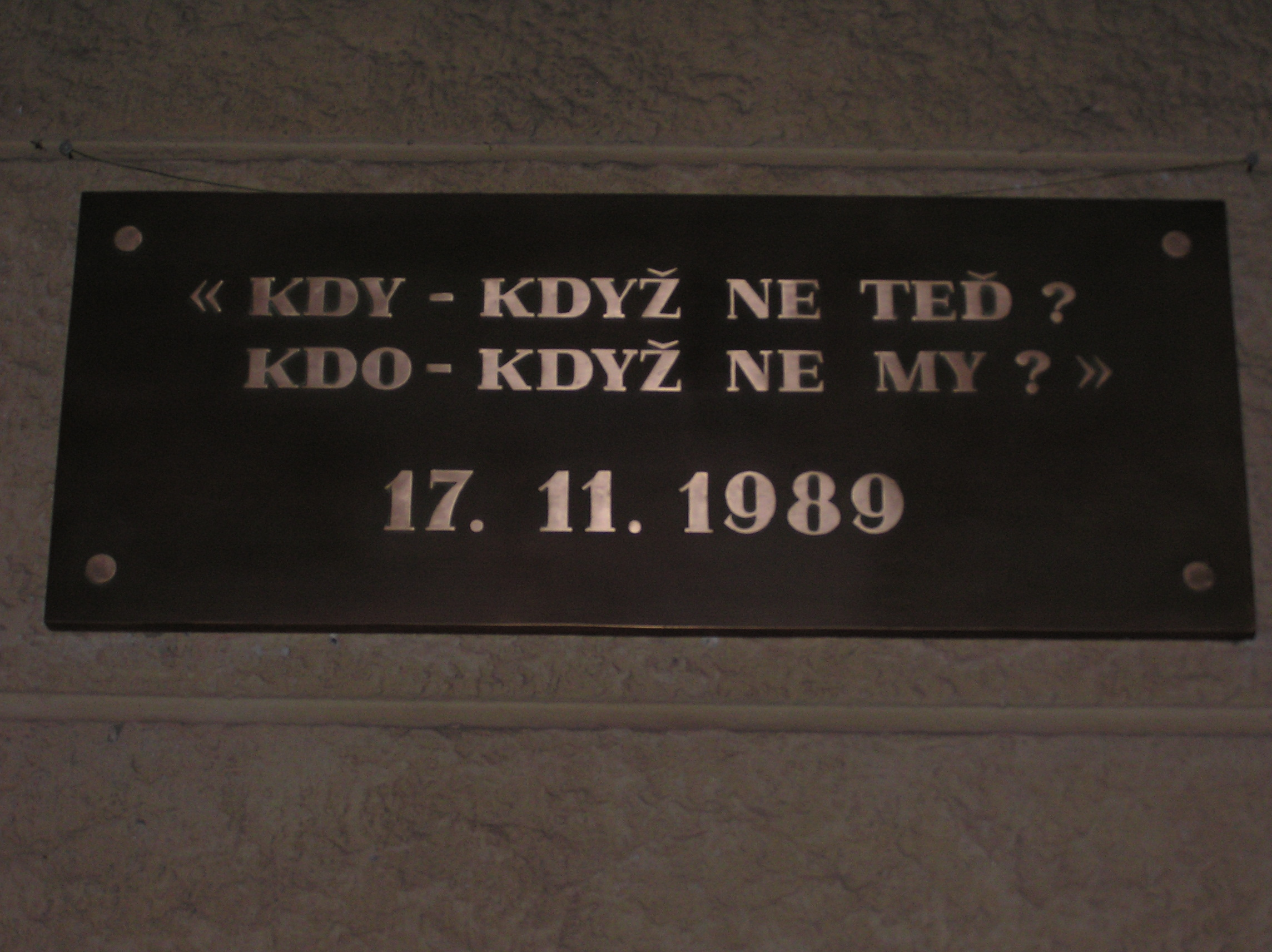
Gedenktafel im Prager Stadtteil Albertov. Wann – wenn nicht jetzt? Wer – wenn nicht wir?

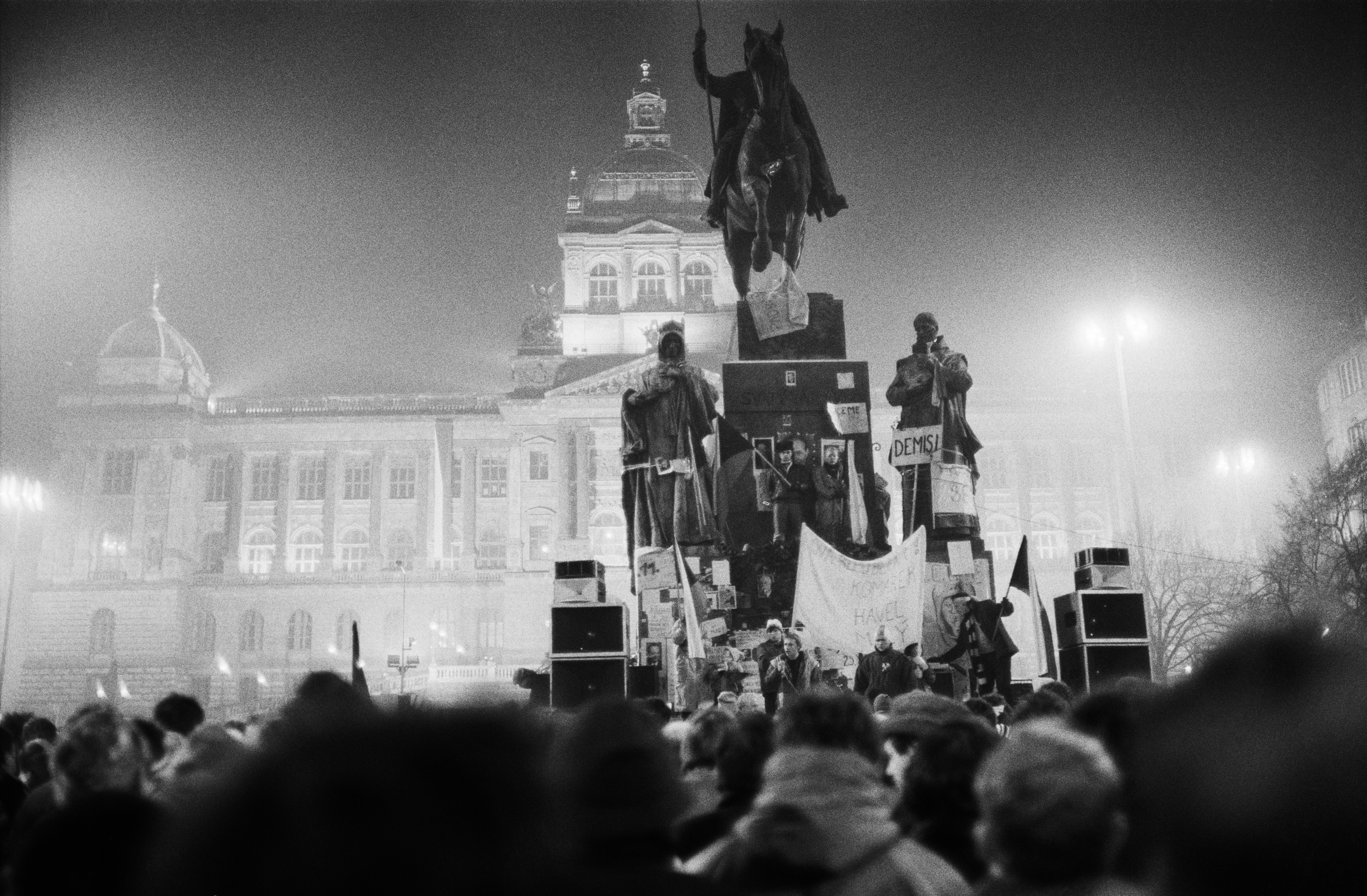
Demonstration auf dem Wenzelsplatz

Am 16. November 1989 fand in Bratislava eine Studentendemonstration statt. Die Polizei griff hier nicht ein und die Demonstranten konnten ungehindert durch die Stadt ziehen. Am Tag darauf, dem 17. November, fand in Prag anlässlich des 50. Jahrestags der Schließung tschechischer Hochschulen 1939 eine genehmigte Studentendemonstration statt, an der laut Staatssicherheit 15.000 Menschen teilnahmen. Im Unterschied zu Bratislava zerschlug die Polizei im Verlauf des Abends die Kundgebungen und verletzte dabei etwa 600 Menschen. In den nächsten Tagen riefen die Prager Studenten zu einem zeitlich unbegrenzten Studentenstreik auf; die Schauspieler der Prager Bühnen schlossen sich an. Diese Aktionen werden allgemein als Anfang der Revolution gesehen.

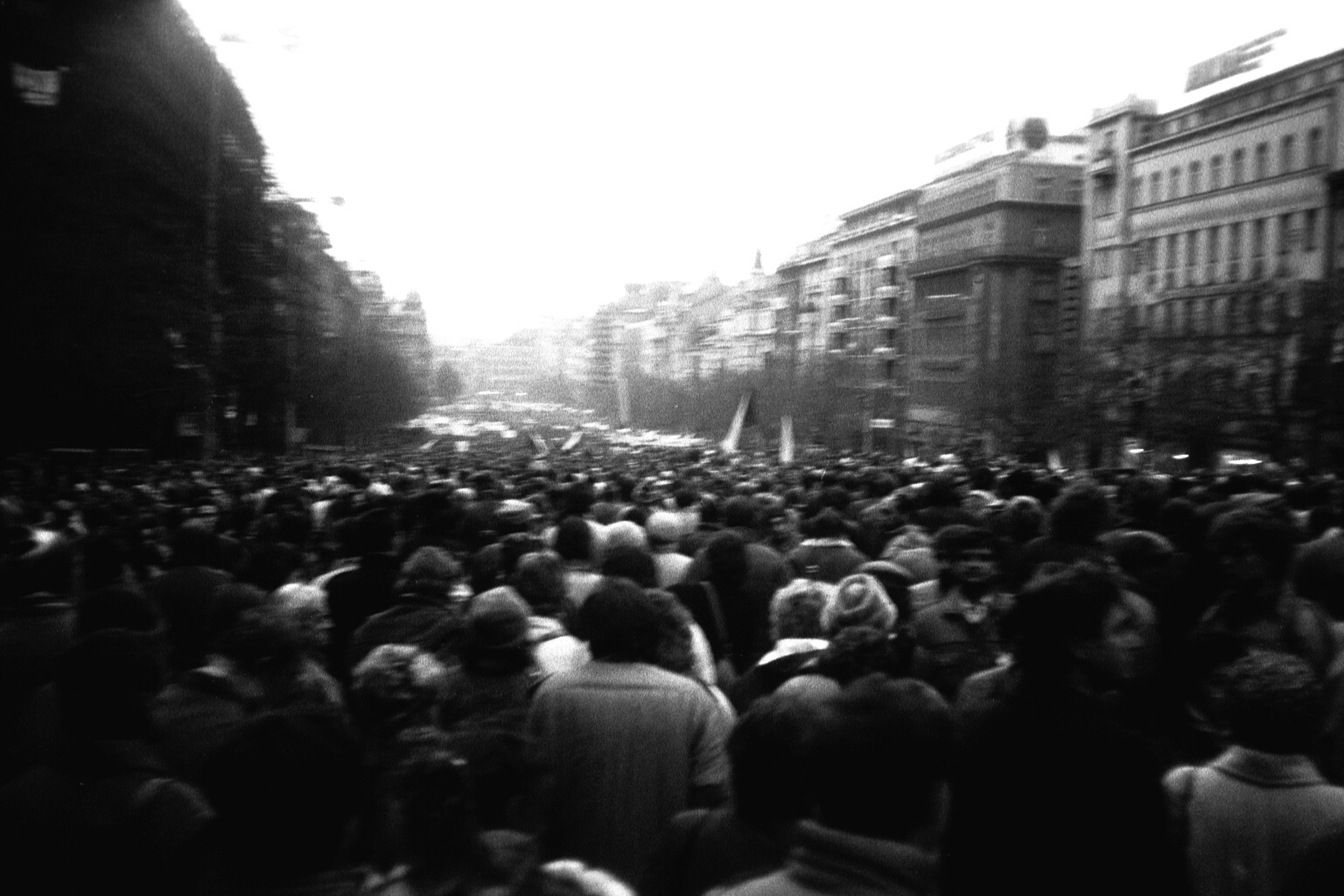
Menschenmenge am Wenzelsplatz

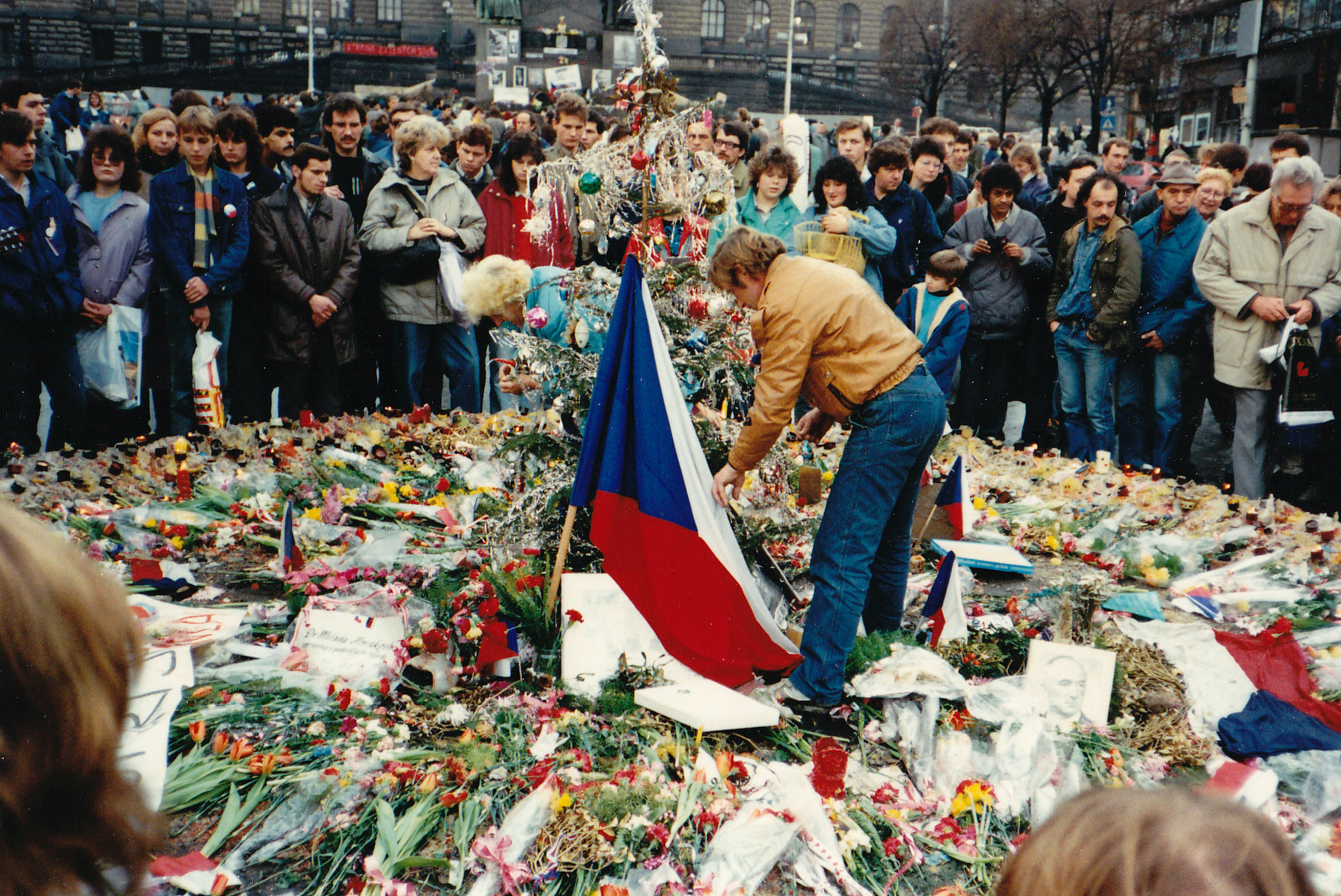
Václav Havel im November 1989

Am 18. November 1989 verbreiteten sich die Nachrichten vom brutalen Vorgehen der Sicherheitskräfte gegen die Studenten und vom angeblichen Tod des Studenten Martin Šmíd, was weite Teile der Bevölkerung mobilisierte, an den Demonstrationen teilzunehmen. Sie forderten eine Untersuchung der Vorgänge und die Bestrafung der Verantwortlichen. Am 19. November 1989 wurde als Sprachrohr der Streikenden in Tschechien das Bürgerforum (Občanské fórum = OF) und in der Slowakei die Öffentlichkeit gegen Gewalt (Verejnosť proti násiliu, VPN) gegründet, um den Dialog mit den sozialistischen Machthabern zu suchen.
Ab 20. November griffen die Demonstrationen sukzessive auf das ganze Land über. Jeden Tag fanden nun in zahlreichen Städten Demonstrationen statt. Der Großteil der Prager Hochschulen streikte. Das Bürgerforum traf sich zu Verhandlungen mit der Regierung. Am 21. November verkündete Generalsekretär Miloš Jakeš im Fernsehen, dass die Regierung an ihrer kompromisslosen sozialistischen Linie festhalten werde. Einheiten der Volksmiliz wurden nach Prag gezogen. Der Prager Erzbischof Kardinal František Tomášek rief zur Unterstützung der Revolution auf. Am 22. November traten zwei Symbolfiguren des Prager Frühlings, Alexander Dubček und Marta Kubišová, erstmals seit 20 Jahren wieder öffentlich auf. In Prag, Bratislava und Brünn waren täglich tausende Menschen auf der Straße.

Slowakische 2-Euro-Gedenkmünze von 2009

Am 24. November sprachen Václav Havel und Alexander Dubček am Wenzelsplatz zu den Demonstranten und forderten den Rücktritt des Politbüros der Kommunistischen Partei der Tschechoslowakei. Generalsekretär Jakeš verkündete am gleichen Tag seinen Rücktritt und den Rücktritt des Politbüros. Am 25. November versuchte Staatspräsident Gustáv Husák die Lage zu beruhigen, indem er einigen politischen Häftlingen Amnestie erteilte. Die Zahl der Demonstranten in Prag wird auf 800.000 und die in Bratislava auf 100.000 geschätzt. Zum Symbol des sanften Widerstands wurde der Schlüsselbund. Die Menschen hielten Schlüsselbunde hoch und rasselten damit.
Am 27. November fand der angekündigte, landesweite zweistündige Generalstreik statt, dem sich ein großer Teil der Bevölkerung anschloss. Auch Studenten in Hochschulen und Universitäten schlossen sich diesem Streik in unterschiedlichem Umfang an.

### Ende des Sozialismus
Am 26. November begannen Verhandlungen zwischen dem Bürgerforum und der Regierung. Die Bestimmung über die führende Rolle der Kommunistischen Partei in der Verfassung wurde am 29. November aufgehoben. Am 1. Dezember fand in Bratislava eine von Zehntausenden besuchte Feier anlässlich der Veränderungen statt. Ab dem 5. Dezember wurde der Stacheldraht an der Grenze zu Österreich entfernt, ab dem 11. Dezember wurden die Grenzbefestigungen zur Bundesrepublik Deutschland abgetragen.
Am 10. Dezember ernannte Präsident Husák die zum ersten Mal seit 1948 mehrheitlich nichtkommunistische Regierung des nationalen Einverständnisses unter Marián Čalfa, nachdem zwei Anfang Dezember von ihm bestellte Regierungen auf Widerstand der Bevölkerung gestoßen waren. Außenminister der neuen Regierung wurde der Bürgerrechtler Jiří Dienstbier, Finanzminister Václav Klaus. Nach Bestellung dieser Regierung reichte Husák am gleichen Tag seinen Rücktritt ein.
Am 28. Dezember wurde Alexander Dubček zum Parlamentsvorsitzenden gewählt, am 29. Dezember 1989 wählten die kommunistischen Abgeordneten Václav Havel zum Staatspräsidenten. Im Oktober hatte der kommunistische Ministerpräsident Ladislav Adamec vor einem Wien-Besuch österreichischen Journalisten in Prag erklärt: Für mich ist Havel eine Null. Im Januar 1990 traten zahlreiche kommunistische Abgeordnete zurück, zu deren Nachfolgern meist frühere Oppositionelle gewählt wurden, so dass die Kommunisten auch im Parlament keine Mehrheit mehr hatten. Am 29. März wurde die demokratische Tschechoslowakische Föderative Republik ausgerufen. Am 8. und 9. Juni 1990 wurden das Tschechoslowakische Bundesparlament, der Tschechische Nationalrat und der Slowakische Nationalrat zum ersten Mal frei gewählt.

## Folgen
Der rasche Umbruch in der Tschechoslowakei von einer sozialistischen Diktatur zur Demokratie brachte Schwierigkeiten einerseits beim Umgang mit den kommunistischen Amtsträgern, andererseits auch bei der Rückgabe von Privateigentum, der Privatisierung der Staatsbetriebe und der Transformation zur Marktwirtschaft. Große Unstimmigkeiten herrschten auch bei der Gestaltung der Föderation von tschechischem und slowakischem Landesteil. Dieser als Gedankenstrich-Krieg bekannt gewordene Disput führte schließlich am 1. Januar 1993 zur Auflösung der Tschechoslowakei und zur Ausrufung der beiden unabhängigen Republiken Tschechien und Slowakei.